# Малевский, Юзеф Болеславович
Юзеф Болеславович Малевский — советский учёный-металлург, лауреат Ленинской премии (1983).

## Биография
Родился в 1921 г. в Иркутске.
В 1941—1945 гг. служил в РККА, участник Великой Отечественной войны.
Окончил Киевский политехнический институт (1949).
В 1949—1952 гг. начальник термического цеха Львовского инструментального завода.
С 1952 г. в Институте электросварки им. Е. О. Патона, с 1957 г. зав. лабораторией.

## Сочинения
- Сварка давлением бронзы со сталью / Ю. Б. Малевский, В. С. Несмих. — М. : Металлургия, 1981. — 108 с. : ил.; 22 см.
- Атлас макро- и микроструктур сварных соединений / Малевский Юзеф Болеславович, Грабин В. Ф., Даровский Г. Ф., Парфесса Г. И.; под ред. А. М. Макара. М. : Машгиз, 1961: 120 с. : ил., табл.

## Награды и звания
Кандидат технических наук (1958), старший научный сотрудник (1959).
Лауреат Ленинской премии (1983, в составе коллектива) — за разработку и широкое внедрение в производство диффузной сварки металлических и неметаллических материалов.
Награждён орденом Отечественной войны II степени (06.04.1985).